# ロマン・ウラジミロヴィチ (ヴォルィーニ公)
ロマン・ウラジミロヴィチ（ウクライナ語: Роман Володимирович、? - 1119年1月6日）は、キエフ大公ウラジーミル・モノマフとその二度目の妻との間の子である。ヴォルィーニ公（在位：1118年 - 1119年）。

## 生涯
1117年、父のモノマフと、スヴャトポルクの子でヴォルィーニ公の座にあったヤロスラフとの間で紛争が発生した。その原因は、モノマフが息子のムスチスラフをノヴゴロドからキエフ近郊のベルゴロドへ転置したことで、ヤロスラフが自身のキエフ大公継承権に危機感を覚えたためと考えられる。1118年、モノマフはガーリチ・ロスチスラフ家(ru)と連合し、ヤロスラフをウラジーミル・ヴォリンスキー（ヴォルィーニ公国の首都）から追放し、ロマンをヴォルィーニ公に据えた。しかしロマンはその翌年に死去し、ロマンの兄弟のアンドレイが、モノマフのナメストニク（代官）としてヴォルィーニ公に据えられた。
ロマンは1114年9月11日にペレムィシュリ公ヴォロダリの娘と結婚したが、その子孫に関する史料はない。